# Manilkara subsericea
Manilkara subsericea е вид растение от семейство Sapotaceae. Видът е незастрашен от изчезване.

## Разпространение
Видът е разпространен в Бразилия (Парана, Рио де Жанейро, Санта Катарина и Сао Пауло).